# Hemerobius melanostictos
Hemerobius melanostictos is een insect uit de familie van de bruine gaasvliegen (Hemerobiidae), die tot de orde netvleugeligen (Neuroptera) behoort. 
Hemerobius melanostictos is voor het eerst wetenschappelijk beschreven door Gmelin in 1790.